# Журлива Олена Костівна
Оле́на Ко́стівна Пашинкі́вська, у шлюбі Ко́това (24 червня 1898, Сміла — 10 червня 1971, Кіровоград), псевдонім Журли́ва — українська письменниця та співачка. Репресована.

## Життєпис
Народилася в багатодітній сім'ї сільського вчителя церковноприходської школи, мала 8 братів та сестер. Після втрати батьком роботи 7 дітей померли з голоду, вижили Олена і Катруся. Ще 1909 року написала перший вірш «Чогось нема, чого — не знаю», вийшов друком у «Рідному краї» — за сприяння Павла Богацького.
Закінчила початкову школу. У 14 років мала можливість читати поезії Лесі Українки. На канікулах в Тальному її зґвалтував непорядний чоловік, після видалення плоду повитухою втратила можливість мати дітей.

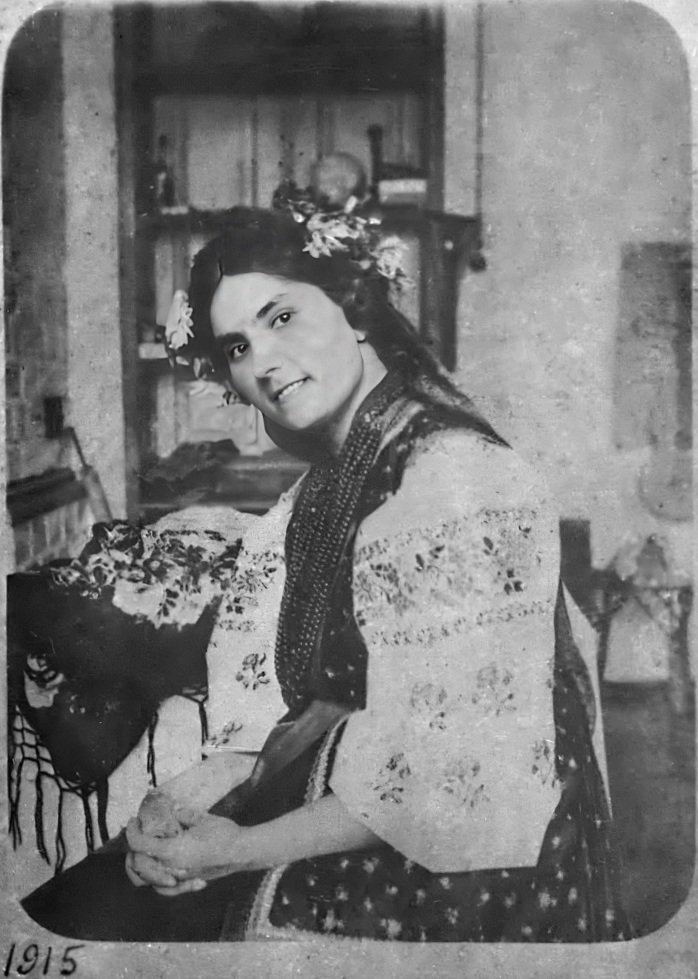
Олена Журлива, 1915 р.

1914 року за участь у демонстрації в день відзначення пам'яті Т. Г. Шевченка заарештована царською поліцією. В часі війни давала приватні уроки, співала у церковних хорах в університетській церкві та костьолі.
Екстерном склала іспити в Уманській гімназії, за конкурсом атестатів поступила на філологічний факультет в Київ на Вищі жіночі курси. В київському клубі «Родина» виступала під акомпанемент Миколи Лисенка, тоді ж познайомилася з Павлом Тичиною, між ними виникла симпатія.
1922 року закінчила навчання — кандидат філологічних наук. Вчителювала у школах Дніпропетровська (Дніпра), Києва, Кіровограда (Кропивницького), Москви, Харкова.
1926 року — вийшла перша збірка поезій «Металом горно». Того ж року у Харківській опері виконала партію Кончаківни в опері Бородіна «Князь Ігор».
Співала й гастролювала по Україні з концертами як поетеса-співачка.
В театральний сезон 1929—1930 року запрошена до столичної Харківської опери, виконувала партію Кончаківни в опері Олександра Бородіна «Князь Ігор».
Друкує свої поезії в антологіях, підручниках, журналах: «Більшовик», «Глобус», «Кадри», «Червоні квіти», «Червоний шлях».
На її тексти створювали пісні композитори П. Козицький та В. Косенко.
1930 року виходить другий збірник віршів «Багряний світ».
У Спілці письменників з 1934 року.
Заарештована 1938 року в Москві «за агітацію проти радянської влади», 26 квітня 1939 особлива нарада НКВС СРСР засудила її до позбавлення волі у виправно-трудових таборах Алтаю на 3 роки, додали ще 7 років. Клопотаннями Павла Тичини повертається в Україну.
27 лютого 1957 року реабілітована, поновлена у Спілці письменників. Певний час викладала в школі.
З концтаборів повернулася із підірваним здоров'ям, 20 років на самоті, останніх 16 років — прикута до ліжка.

## Особисте життя
Разом зі Степаном Васильченком вчителювала у школі імені І. Франка в Києві, виходу першої поетичної збірки сприяв Олександр Олесь, довгі роки товаришувала з Павлом Тичиною. Володимир Сосюра не втримався й закохався в неї. Цю пристрасть обірвала сама Олена. Чоловіка знайшла у Києві, одружилася у 1930 році. Для неї це було справжнє кохання, але чоловік не любив Олену. Вже на третьому році шлюбу Володимир Котов почав зраджувати. Про це поетеса писала в своїх віршах.

## Вшанування пам'яті

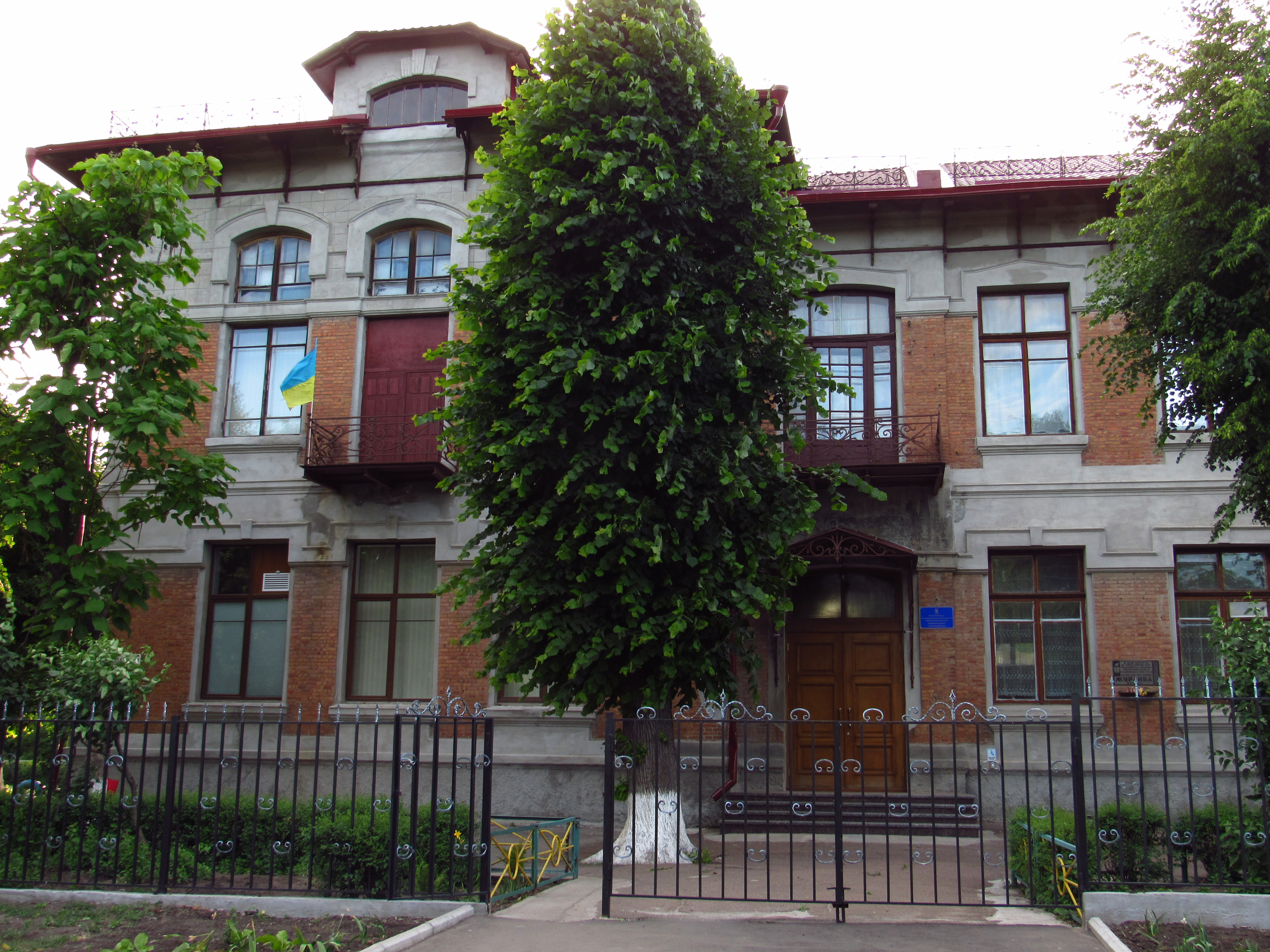
Гімназія імені Олени Журливої у Кропивницькому

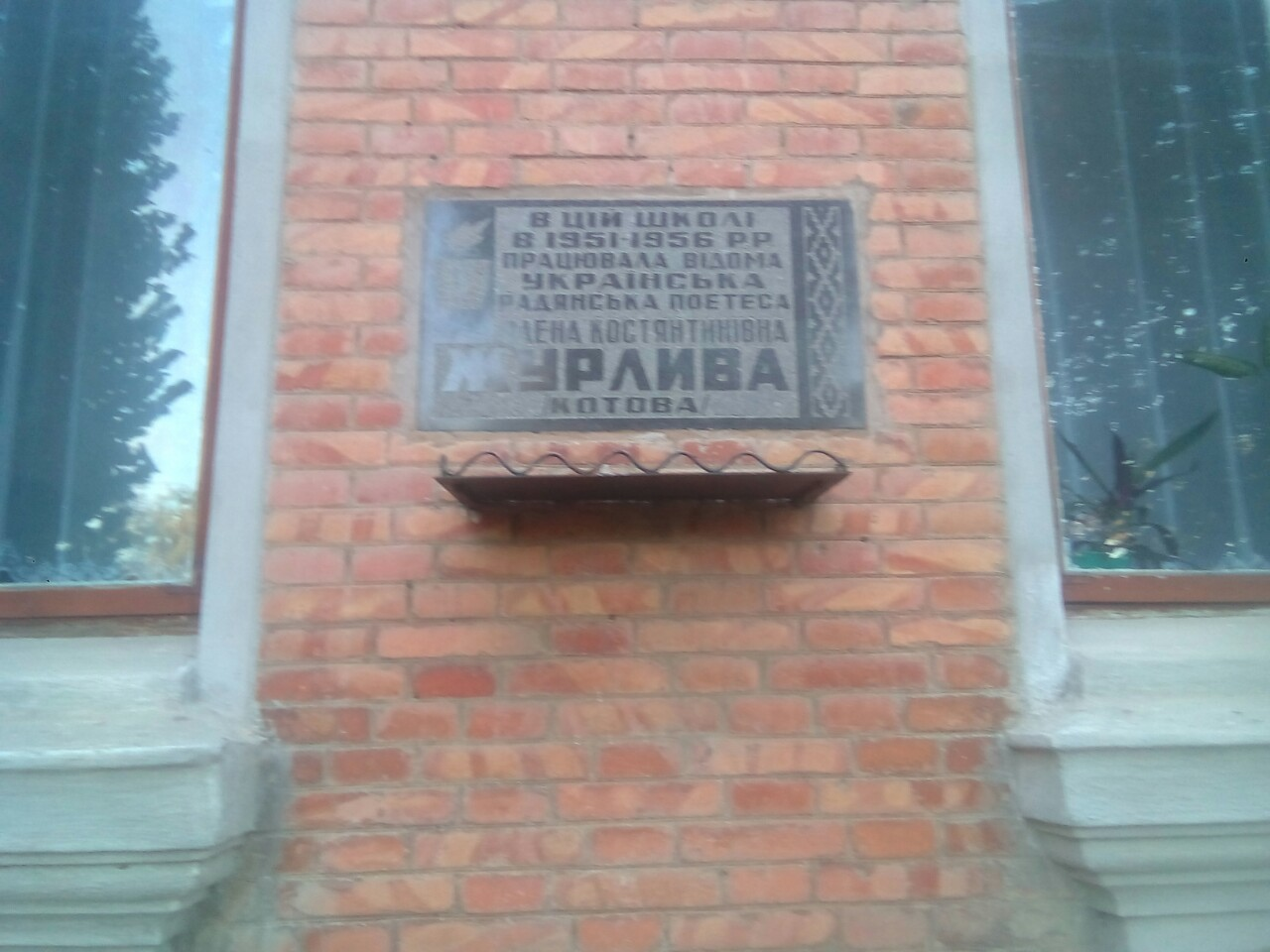
Пам'ятна дошка Олені Журливій на гімназії її імені

На честь Олени Журливої названо вулицю в Кропивницькому, а також, 19 лютого 2016 року, — провулок в Олександрії.
Її іменем названа Смілянська міська центральна бібліотека (м. Сміла, Черкаська область).
Також її іменем названа Гімназія імені Олени Журливої у Кропивницькому.
На вшанування її пам'яти випущена поштова листівка.

## Поезії
По тому вийшли книжки її віршів, укладені переважно з давно написаних поезій:
- «Земля в цвіту»,
- «Червоне листя»,
- «Хто знає, як рік минає»,
- «Голуби»,
- «Ой літечко, літо»,
- «У нашої Наталі»,
- «На зеленому городі».

## Тексти
- Журлива Олена. У нашої Наталі (Збірка): https://docs.google.com/viewer?url=https%3A%2F%2Fshron1.chtyvo.org.ua%2FZhurlyva_Olena%2FU_nashoi_Natali.pdf
- Журлива Олена. Хто знає, як рік минає: http://chytanka.com.ua/ebooks/index.php?action=url/view&url_id=2092
- Дитяча поезія Олени Журливої: https://mala.storinka.org/дитяча-поезія-олени-журливої.html

## Пісні на вірші Олени Журливої
- Група «Друга ріка» співає пісню на слова смілянської поетеси: https://dzvin.media/news/grupa-druga-rika-spivaye-pisnyu-na-slova-smilyanskoyi-poetesi/
- «Pianoбой» заспівав ліричну пісню радянської поетеси: https://gazeta.ua/articles/regions/_pianoboj-zaspivav-lirichnu-pisnyu-radyanskoyi-poetesi/805110
- «Скай». «Мовчи» (вірші Олени Журливої): https://soundcloud.com/hbxhisbpjblz/skay-movchi-vrsh-oleni-zhurlivo

## Аудіозаписи творів
Журлива Олена. «Маленька господиня»: https://www.youtube.com/watch?v=oeSsQoN1Xmk